# 东大直街耶稣圣心主教座堂
东大直街耶稣圣心主教座堂位于黑龙江省哈尔滨市市中心的南岗区东大直街211号，原为南岗圣斯坦尼斯拉夫教堂（波兰天主堂），是一座波兰侨民建造的天主教教堂，哥特式建筑。

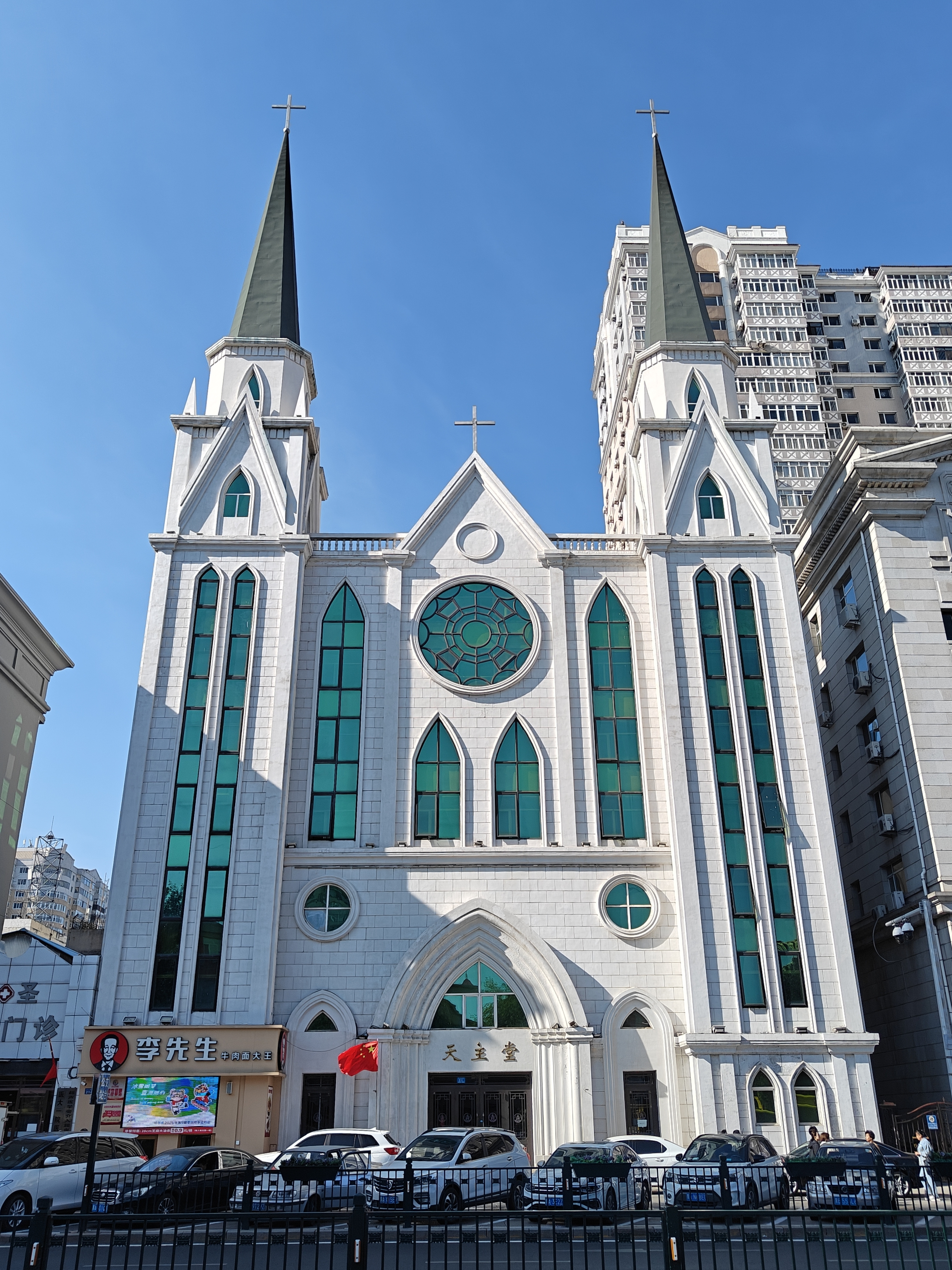
2004年改建后的教堂

20世纪初，参与建筑中东铁路的波兰侨民有3000余人，大部分都是天主教徒。1906年，波兰教徒集资在哈尔滨南岗东大直街建造司坦尼斯拉夫天主堂，1907年落成。该堂1909年由吴文化（司特罗夫斯基）教士主管。并附设波兰中学和波兰侨民宿舍。有教徒2000人。（道里新开街另有一座波兰天主堂圣·姚索法达教堂，教徒1000人。）1918年在俄罗斯圣彼得堡登记，1923年改为海参崴主教管理，后由北京宗座代表管理。1934年归属吉林教区主教管理。
1959年，黑龙江省天主教爱国会将该省几个教区合并，主教座堂设在该教堂。
1966年，文化大革命开始，该堂被红卫兵造反派占用，后为某中学占用改建。2004年，在此重建了耶稣圣心主教座堂，是黑龙江省规模最大的天主堂，塔尖高51.6米。 